# Songezo Jim
Songezo Jim (Mthatha, Sudáfrica, 17 de septiembre de 1990) es un ciclista sudafricano.

## Palmarés
No consiguió ninguna victoria como profesional.

## Resultados en Grandes Vueltas
Durante su carrera deportiva consiguió los siguientes puestos en las Grandes Vueltas:
| Carrera | Carrera         | 2011 | 2012 | 2013 | 2014 | 2015  | 2016  | 2017 | 2018 | 2019 |
| ------- | --------------- | ---- | ---- | ---- | ---- | ----- | ----- | ---- | ---- | ---- |
|         | Giro de Italia  | —    | —    | —    | —    | —     | 142.º | —    | —    | —    |
|         | Tour de Francia | —    | —    | —    | —    | —     | —     | —    | —    | —    |
|         | Vuelta a España | —    | —    | —    | —    | 137.º | —     | —    | —    | —    |

—: no participa

Ab.: abandono